# Austin Crute
Austin Crute (* 24. Oktober 1995 in Atlanta, Georgia) ist ein US-amerikanischer Schauspieler.

## Leben
Der Sohn eines Pastors aus Georgia nahm 2011–2012 an der Gesangsshow Majors & Minors teil. Nach der Highschool studierte er bis 2018 an der New York University und in Berlin.
Seine erste Schauspielrolle übernahm Crute 2016 in der Fernsehserie Atlanta als Justin Bieber. 2019 trat er an der Seite von Kaitlyn Dever und Beanie Feldstein in der Komödie Booksmart als Alan auf. Im gleichen Jahr war Crute in der postapokalyptischen Comedy-Drama-Serie Daybreak als Wesley Fists zu sehen.  2022 übernahm er in der Filmkomödie Honk for Jesus, Save Your Soul die Rolle des Khalil.

## Filmografie
- 2016: Atlanta (Fernsehserie, 1 Episode)
- 2018: Orange Is the New Black (Fernsehserie, 1 Episode)
- 2019: Booksmart
- 2019: Daybreak (Fernsehserie, 10 Episoden)
- 2020: Diebische Elstern (Trinkets, Fernsehserie, 5 Episoden)
- 2021: Call Your Mother (Fernsehserie, 11 Episoden)
- 2022: Honk for Jesus, Save Your Soul
- 2022: They/Them
- 2024: The Greatest Hits